# Felipe Sonsong
Felipe Sonsong, né le   1er mai 1611 à Macabebe, aux Philippines et mort le 11 janvier 1686 dans les Îles Mariannes, est un ‘Donné’ jésuite philippin, mort martyr dans les Îles Mariannes. Devenu veuf, il s’offre à l’âge de 57 ans comme ‘Donné’ à la Compagnie de Jésus et est envoyé comme missionnaire dans les Îles Mariannes (avec le père Diego Luis de San Vitores).

## Biographie
Felipe est né le 1er mai 1611 dans une famille de politiciens et de soldats à Macabebe, (Pampangue). Son père, Don Ramón Sonsong, fut à deux reprises gouverneur de Macabebe, en 1630 et 1632. Le frère de Felipe, Augustín Sonsong, avait également une fonction importante dans l’infanterie royale espagnole. Augustin (probablement avec Felipe) est connu pour avoir aidé les Espagnols à écraser une révolte des Chinois en 1639 et à maîtriser un petit soulèvement dans les provinces de Pampangue et Nueva Ecija en 1645.
L’allégeance de la famille à la couronne espagnole cessa en 1660, lors de la grande révolte de la Pampangue dirigée par Francisco Maniago. A cette époque beaucoup de familles influentes coupèrent les liens avec les autorités civiles espagnoles tout en restant fidèles aux missions catholiques.
Felipe Sonsong avait déjà 50 ans lorsqu’il participa à la révolte de la Pampangue. L’échec de cette révolte, ainsi que la mort de sa femme sept ans plus tard, en 1667, le poussent à tourner le dos au monde. Il laisse ses biens à son fils Jeronimo (qui servit comme gouverneur à Macabebe durant 10 mandats consécutifs) et offre ses services d’abord aux Augustiniens de la Pampangue, puis aux Dominicains de Manille. Dans un esprit religieux il accepte de travailler comme domestique et charpentier, malgré son âge avancé et ses origines nobles. Et lorsque les Jésuites cherchent des laïcs pour accompagner le père Diego de San Vitores dans sa mission dans les Îles Mariannes, Felipe Sonsong s’engage comme ‘Donné’ auprès d’eux.
Un groupe de dix-sept personnes, qui comprenait saint Pierre Calungsod, et d’autres jeunes provenant de sa province natale partit pour Hagåtña à bord du navire 'San Diego' en 1668. Dans les Îles Mariannes, le père Diego de San Vitores qui dirige la mission, donne à  Felipe la tache de confectionner des vêtements en tissu traditionnel sinamay coloré (pour couvrir la nudité des chefs insulaires). Il s'occupe de la lingerie des missionnaires et de l’ornementation liturgique des autels. Il fabriquait également des chapelets pour les nouveaux baptisés.
Un document de 1686 rapporte : « Quand, avec grande promptitude une tâche était terminée, il passait à une autre... Si, un jour, il n’avait pas d’occupation, ou si c’était un jour de fête, il était totalement occupé dans les dévotions et les livres spirituels, passant de nombreux moment en prière ou donnant de bons conseils à ceux de sa nation ».

## Martyre et mort
Le 24 juillet 1684, une bande de quarante guerriers pénétra dans le domaine protégé de Agaña sous prétexte d’assister à la messe, y attaqua les forces espagnoles et tua plusieurs des défenseur. Le frère Felipe est grièvement blessé, et presque décapité. Grâce à sa forte constitution physique il survécut quelques mois et mourut le 11 janvier 1686.

## Vénération et souvenir
- Dès la fin du XVIIe siècle l’instruction en vue de la béatification du père Diego de san Vitores et de ses compagnons (Pierre Calungsod et autres) fut ouverte. Elle eut lieu à Guam, Manille au Mexique et en Espagne. La Suppression de la Compagnie de Jésus en 1773 arrêta la procédure qui ne fut relancée qu’en 1980. Le père Diego Luis de San Vitores fut finalement béatifié en 1985, et Pierre Calungsod canonisé par le pape Benoît XVI le 21 octobre 2012.
- Un monument en l’honneur du Donné Felipe Sonsong fut érigée devant l’église paroissiale Saint-Nicolas, à Macabebe, dans la Pampangue (Philippine).